# 竹城台
竹城台（たけしろだい）は大阪府堺市南区の地名。現行行政地名は竹城台一丁から竹城台四丁。住居表示は実施済み。

## 地名の由来
かつて、多く存在した竹林と住区のすぐ西に隣接する小谷城跡からきている。まちびらきは、1969年（昭和44年）1月。

## 気候
竹城台が位置する堺市の気候は瀬戸内式気候に属し、平均気温はおよそ16～17℃と温暖であり、降水量は年間1,000～1,500mm程度で全国的に見ても少ない方である。

## 世帯数と人口
2020年（令和2年）3月31日現在（堺市発表）の世帯数と人口は以下の通りである。
| 丁         | 世帯数    | 人口    |
| ---------- | --------- | ------- |
| 竹城台一丁 | 1,441世帯 | 2,351人 |
| 竹城台二丁 | 1,122世帯 | 1,992人 |
| 竹城台三丁 | 720世帯   | 1,376人 |
| 竹城台四丁 | 730世帯   | 1,511人 |
| 計         | 4,013世帯 | 7,230人 |

### 人口の変遷
国勢調査による人口の推移。
| 1995年（平成7年）  | 11,842人 | [ 8 ]  |  |
| 2000年（平成12年） | 10,765人 | [ 9 ]  |  |
| 2005年（平成17年） | 10,281人 | [ 10 ] |  |
| 2010年（平成22年） | 9,173人  | [ 11 ] |  |
| 2015年（平成27年） | 8,244人  | [ 12 ] |  |

### 世帯数の変遷
国勢調査による世帯数の推移。
| 1995年（平成7年）  | 4,645世帯 | [ 8 ]  |  |
| 2000年（平成12年） | 4,526世帯 | [ 9 ]  |  |
| 2005年（平成17年） | 4,682世帯 | [ 10 ] |  |
| 2010年（平成22年） | 4,420世帯 | [ 11 ] |  |
| 2015年（平成27年） | 4,206世帯 | [ 12 ] |  |

## 事業所
2016年（平成28年）現在の経済センサス調査による事業所数と従業員数は以下の通りである。
| 丁         | 事業所数  | 従業員数 |
| ---------- | --------- | -------- |
| 竹城台一丁 | 57事業所  | 605人    |
| 竹城台二丁 | 10事業所  | 57人     |
| 竹城台三丁 | 32事業所  | 414人    |
| 竹城台四丁 | 28事業所  | 152人    |
| 計         | 127事業所 | 1,228人  |

## 小・中学校の校区
市立小・中学校に通う場合、校区は以下の通りとなる。
| 丁         | 番   | 小学校               | 中学校             |
| ---------- | ---- | -------------------- | ------------------ |
| 竹城台一丁 | 全域 | 堺市立竹城台東小学校 | 堺市立宮山台中学校 |
| 竹城台二丁 | 全域 | 堺市立竹城台小学校   | 堺市立宮山台中学校 |
| 竹城台三丁 | 全域 | 堺市立竹城台小学校   | 堺市立宮山台中学校 |
| 竹城台四丁 | 全域 | 堺市立竹城台小学校   | 堺市立宮山台中学校 |

## 施設
- 堺市立竹城台東小学校[16]
- 堺市立竹城台小学校[16]
- 公益財団法人大阪府文化財センター本部事務所

## 交通

### 鉄道
南海泉北線　泉ケ丘駅

### バス
南海バス 泉北泉ヶ丘地区線
- 211系統　泉ヶ丘駅 - 八田荘団地 - 津久野駅前
- 211V系統　泉ヶ丘駅 - 堺市立総合医療センター - 津久野駅前
- 212系統　泉ヶ丘駅 - 泉北2号線 - 津久野駅前
- 212V系統　泉ヶ丘駅 - 堺市立総合医療センター - 津久野駅前
- 212C系統　津久野駅前 - 堺市立総合医療センター - 若竹大橋
- 214系統　泉ヶ丘駅 - 竹城台回り
- 215系統　泉ヶ丘駅 - 宮山台回り

## その他

### 日本郵便
- 郵便番号 : 590-0105[3]（集配局：泉北郵便局[18]）。